# 200025 Cloud Gate
200025 Cloud Gate è un asteroide della fascia principale. Scoperto nel 2007, presenta un'orbita caratterizzata da un semiasse maggiore pari a 3,1471338 UA e da un'eccentricità di 0,0702452, inclinata di 5,77197° rispetto all'eclittica.